# Grynig kolvlav
Grynig kolvlav (Pilophorus robustus) är en lavart som först beskrevs av Erik Acharius, och fick sitt nu gällande namn av Theodor 'Thore' Magnus Fries. I den svenska databasen Dyntaxa används istället namnet Pilophorus cereolus. Grynig kolvlav ingår i släktet Pilophorus, och familjen Cladoniaceae. Enligt den finländska rödlistan är arten starkt hotad i Finland. Enligt den svenska rödlistan är arten otillräckligt studerad i Sverige. Arten förekommer i Nedre Norrland och Övre Norrland. Artens livsmiljö är klippor (inklusive flyttblock).